# Tinchebray-Bocage
Tinchebray-Bocage ist eine französische Gemeinde mit 4.850 Einwohnern (Stand: 1. Januar 2022) im Département Orne in der Region Normandie. Sie gehört zum Arrondissement Argentan und zum Kanton Domfront en Poiraie.
Sie ist eine sogenannte Commune nouvelle, die durch die Fusionierung der ehemals selbständigen Gemeinden Beauchêne, Frênes, Larchamp, Saint-Cornier-des-Landes, Saint-Jean-des-Bois, Tinchebray und Yvrandes am 1. Januar 2015 entstanden ist.

## Geographie

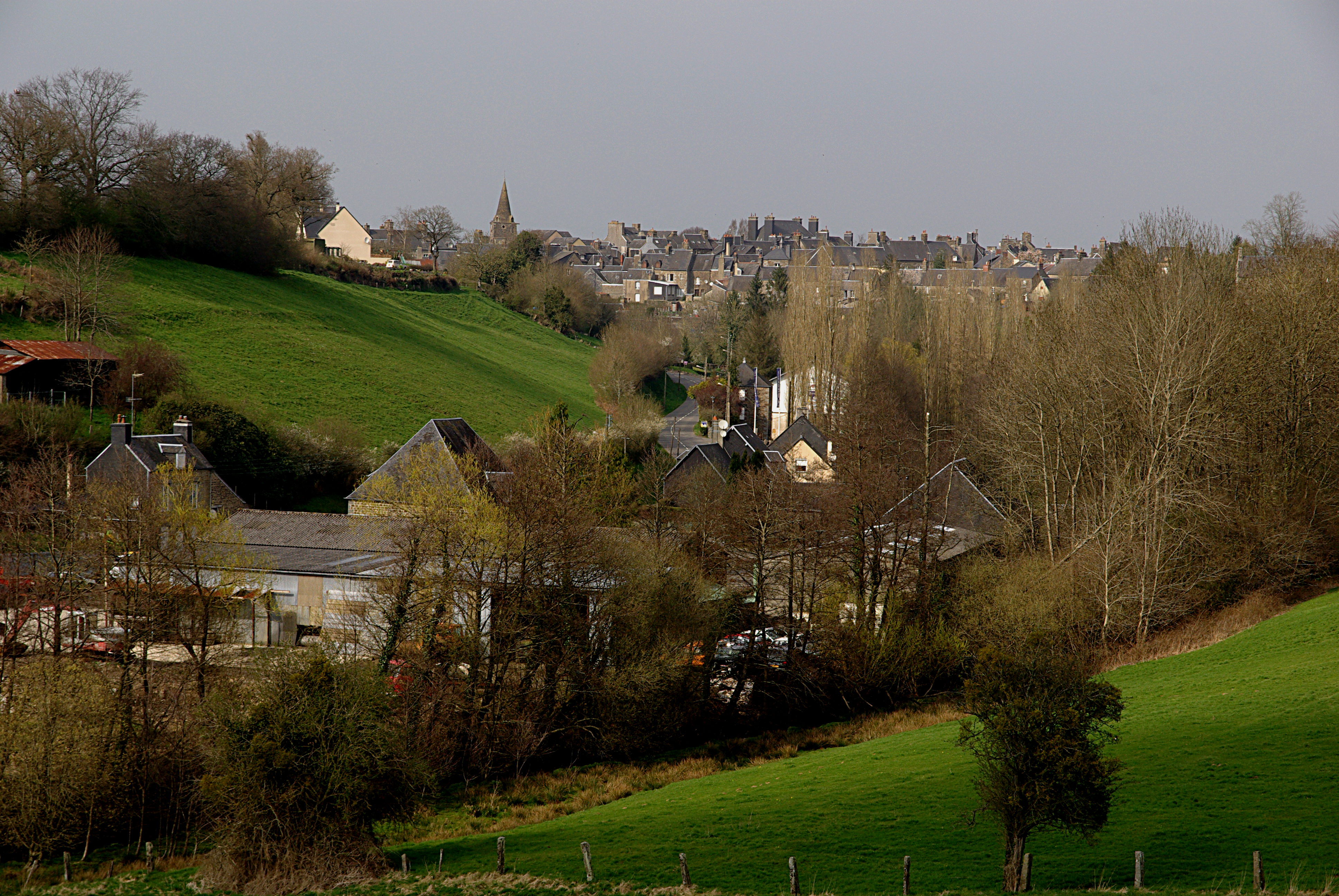
Blick auf den Kernort Tinchebray

Durch die Gemeinde fließt der Noireau. Umgeben wird Tinchebray-Bocage von den Nachbargemeinden Saint-Quentin-les-Chardonnets im Norden, Montsecret-Clairefougère im Nordosten, Cerisy-Belle-Étoile im Nordosten und Osten, Landisacq und Chanu im Osten, Saint-Clair-de-Halouze und Saint-Bômer-les-Forges im Südosten, Lonlay-l’Abbaye im Süden, Ger im Südwesten, Le Fresne-Poret und Saint-Christophe-de-Chaulieu im Westen sowie Le Ménil-Ciboult im Nordwesten.
Durch die Gemeinde führen die früheren Routes nationales 24bis (heutige D924) und 811 (heutige D911).

## Geschichte
1106 kam es bei Tinchebray zu einer bewaffneten Auseinandersetzung zwischen der Normandie und England. Die Normandie wünschte ihre Unabhängigkeit. Als Folge ihres Unterliegens in dieser Schlacht bei Tinchebray kam es schließlich zur Verfestigung der Einheit zwischen der Normandie und dem Königreich England.
1204 wurde die Normandie von Frankreich „konfisziert“, die Herrschaft von Tinchebray wurde dann 1259 zur Krondomäne erklärt.
Die Gemeinde wurde zum 1. Januar 2015 aus den Kommunen Tinchebray, Beauchêne, Frênes, Larchamp, Saint-Cornier-des-Landes, Saint-Jean-des-Bois und Yvrandes gebildet.

## Bevölkerungsentwicklung
| Jahr                                                                  | 1962 | 1968 | 1975 | 1982 | 1990 | 1999 | 2013 | 2018 | 2022 |
| Einwohner                                                             | 5819 | 5586 | 5460 | 5334 | 5114 | 5067 | 5052 | 4902 | 4850 |
| Quellen: Cassini und INSEE (bis 1999 Addition der Vorgängergemeinden) |      |      |      |      |      |      |      |      |      |

## Persönlichkeiten
- Wilhelm (gestorben 1140), Neffe von Wilhelm dem Eroberer
- Jean-Baptiste Quéruel (1779–1845), Chemiker,
- André Breton (1896–1966), Schriftsteller

## Sehenswürdigkeiten

### Tinchebray

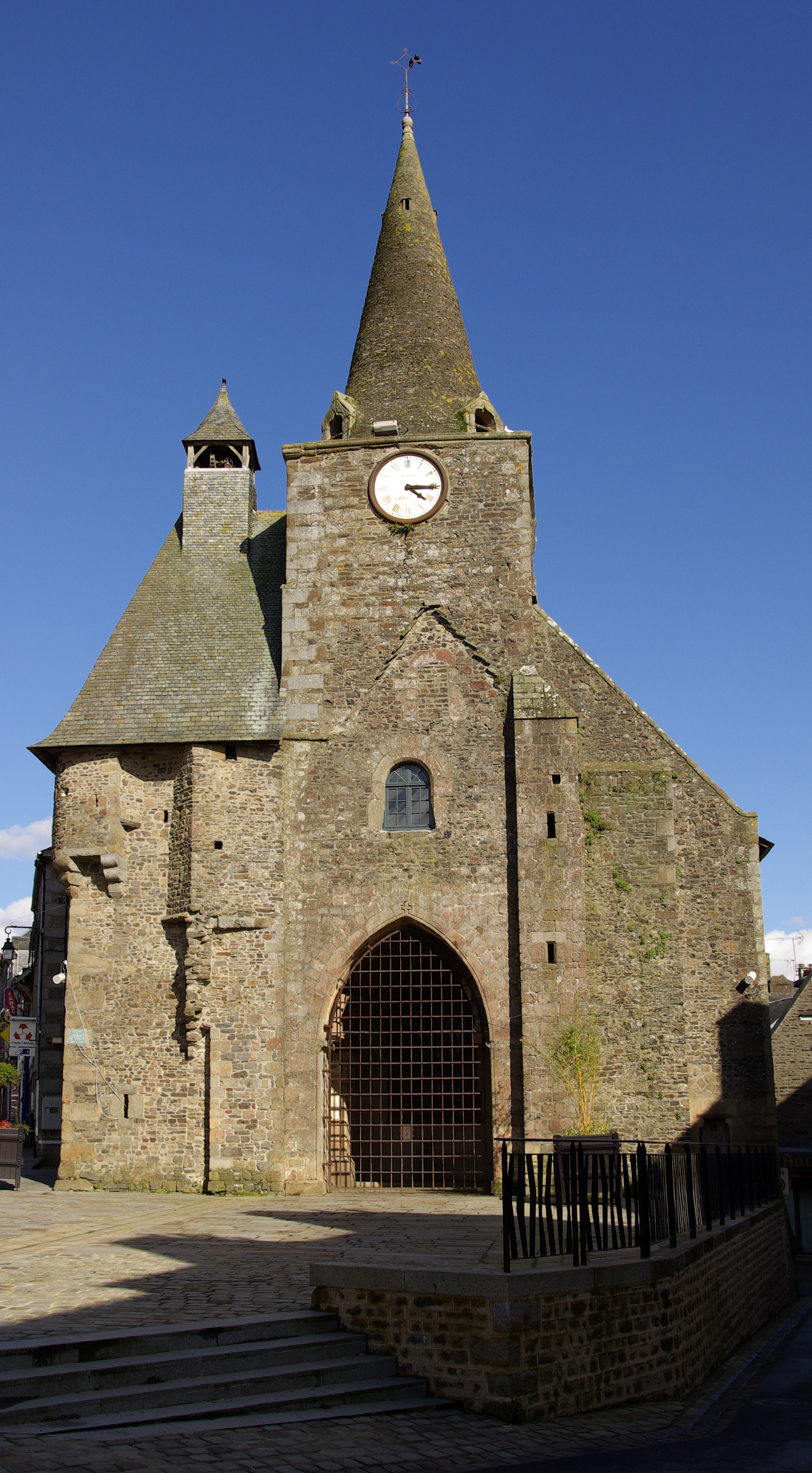
Kirche Saint-Pierre-et-Saint-Paul aus dem Jahre 1830
- Kirche Sainte-Marie aus dem Jahre 1860
- Kirche Notre-Dame-des-Montiers, Ende des 15. Jahrhunderts, im 17. Jahrhundert umgebaut, Friedhof Monument historique
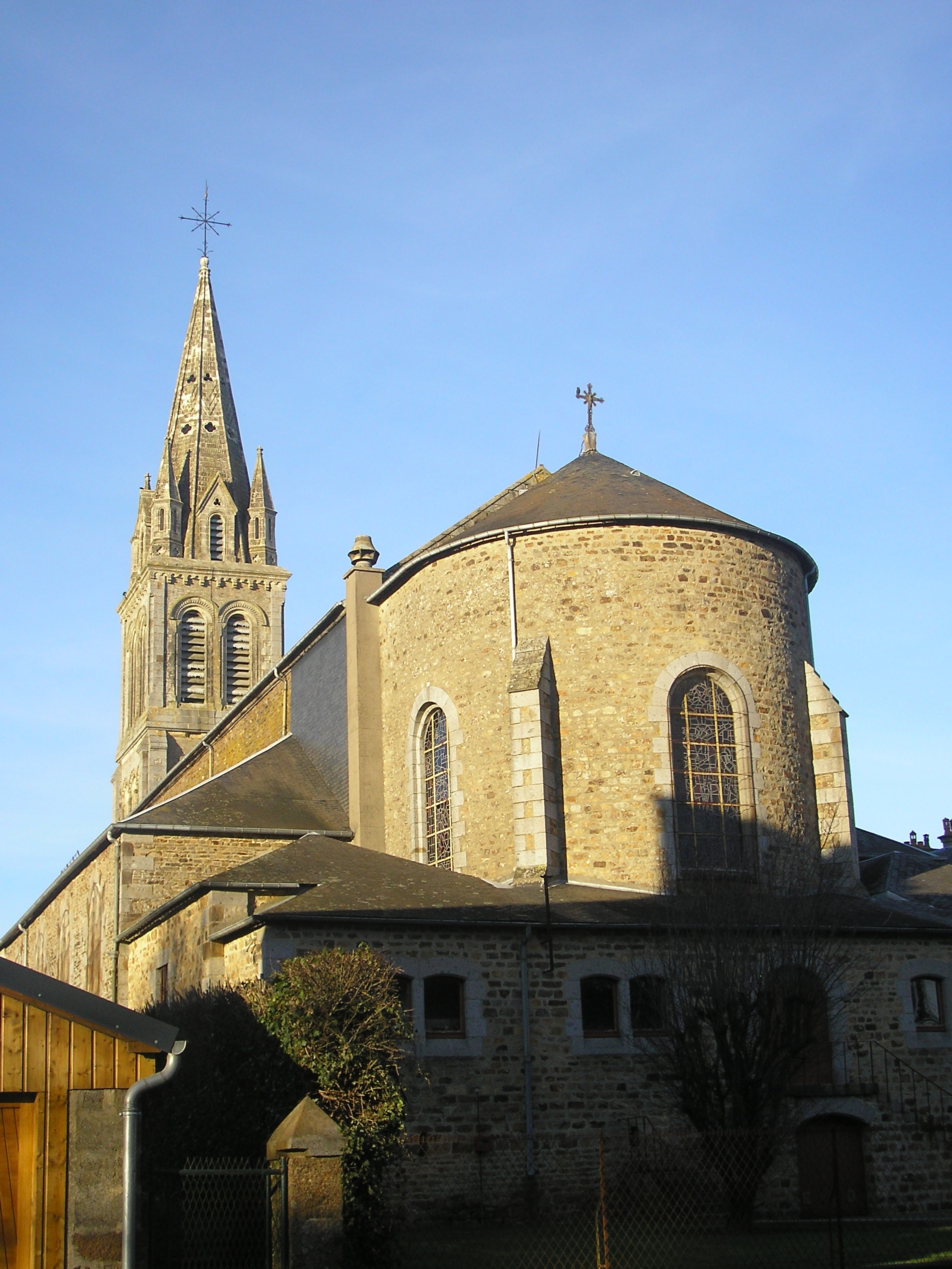
Kirche Saint-Rémy
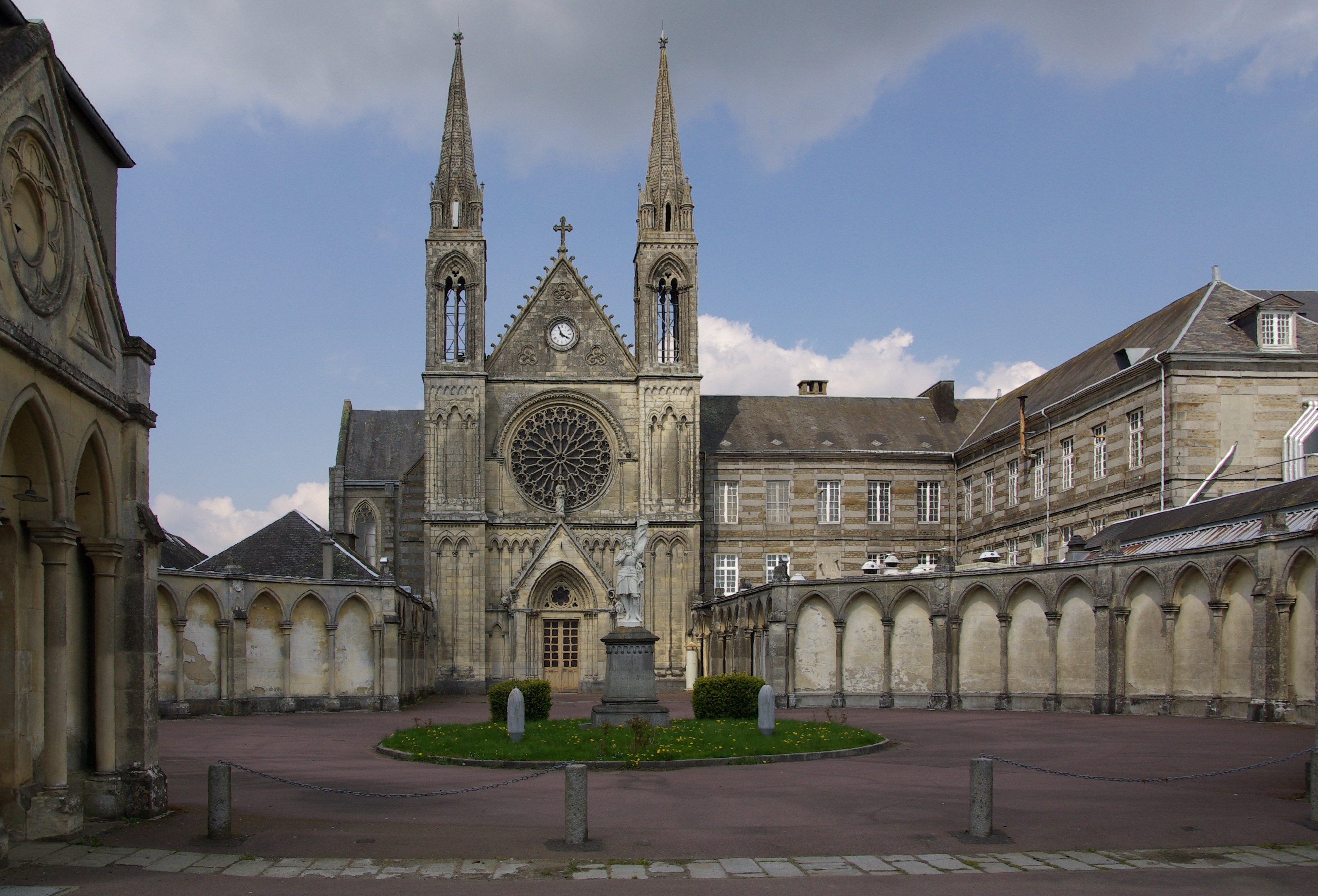
Kirche Sainte-Marie
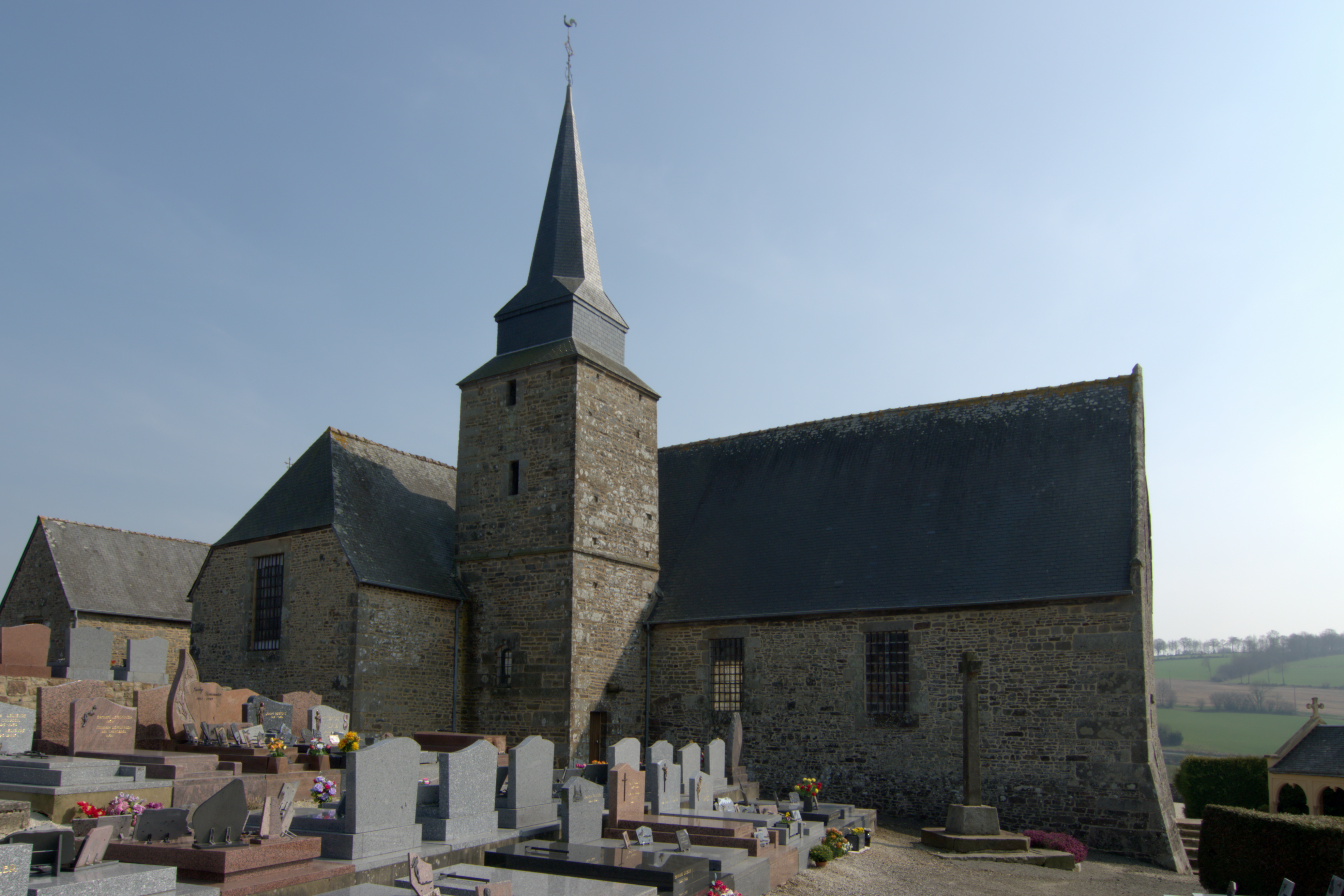
Kirche Notre-Dame des Montiers

- Kapelle Les Genestés oder Kapelle Sainte-Anne, weitgehend zerstört
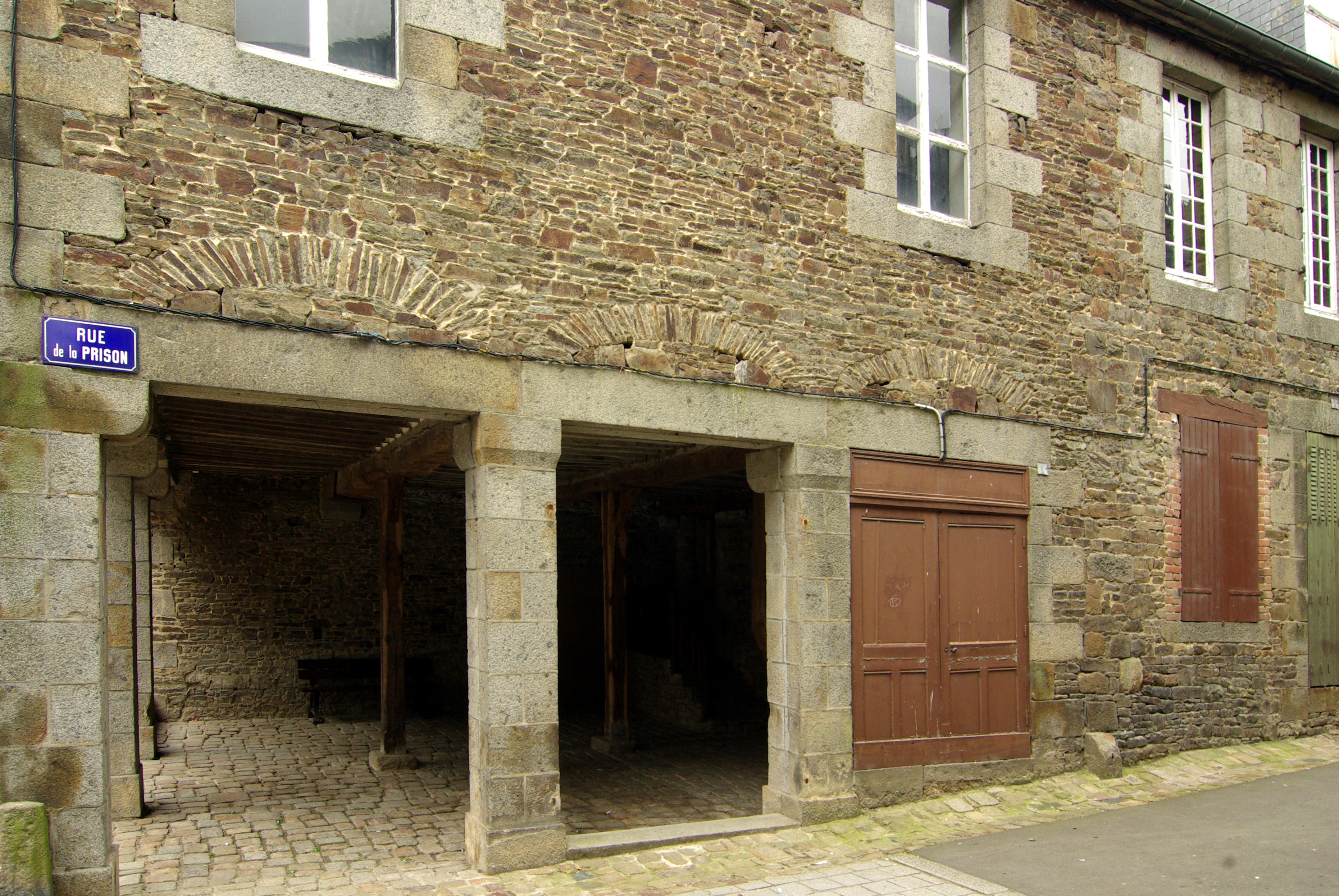
früheres königliches Gefängnis
- Waschhaus

- Kirche Saint-Rémy
- Kirche Saint-Pierre-et-Saint-Paul
- Kirche Sainte-Marie
- Kirche Notre-Dame des Montiers
- Früheres Gefängnis

### Beauchêne
- Kirche Notre-Dame-de-la-Paix Saint-Pierre-et-Saint-Paul aus dem Jahre 1900
- Waschhaus

### Frênes
- Kirche Notre-Dame aus dem 19. Jahrhundert mit Glockenturm aus dem 17. Jahrhundert
- protestantische Kirche
- Herrenhaus Frichetière
- Waschhaus

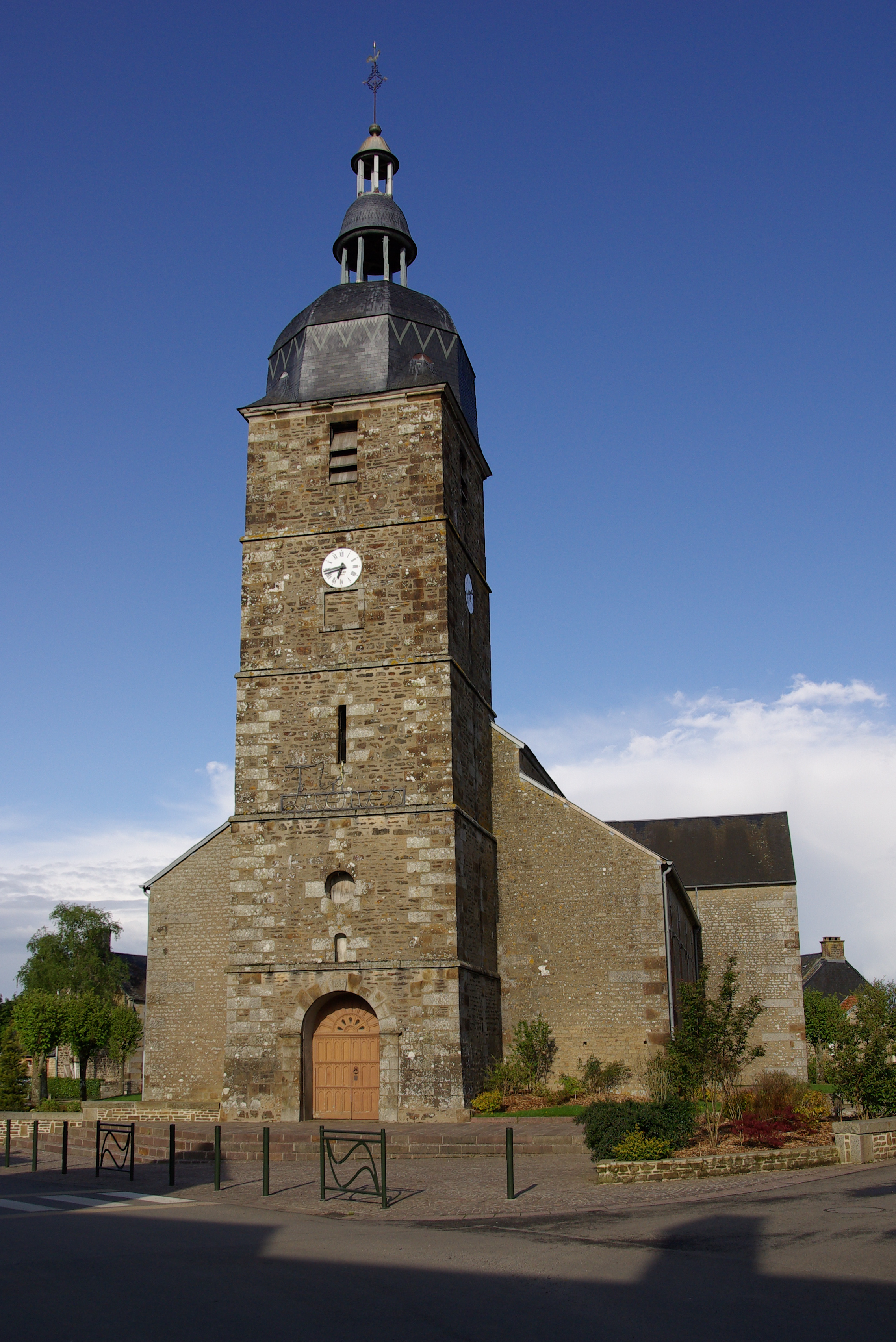
Kirche Notre-Dame in Frênes

### Larchamp
- Kirche Notre-Dame aus dem 19. Jahrhundert
- Waschhäuser

### Saint-Jean-des-Bois
- Kirche Saint-Jean-Baptiste aus dem 19. Jahrhundert
- Herrenhaus La Guyonnière, Monument historique

### Saint-Cornier-des-Landes
- Kirche aus dem 19. Jahrhundert

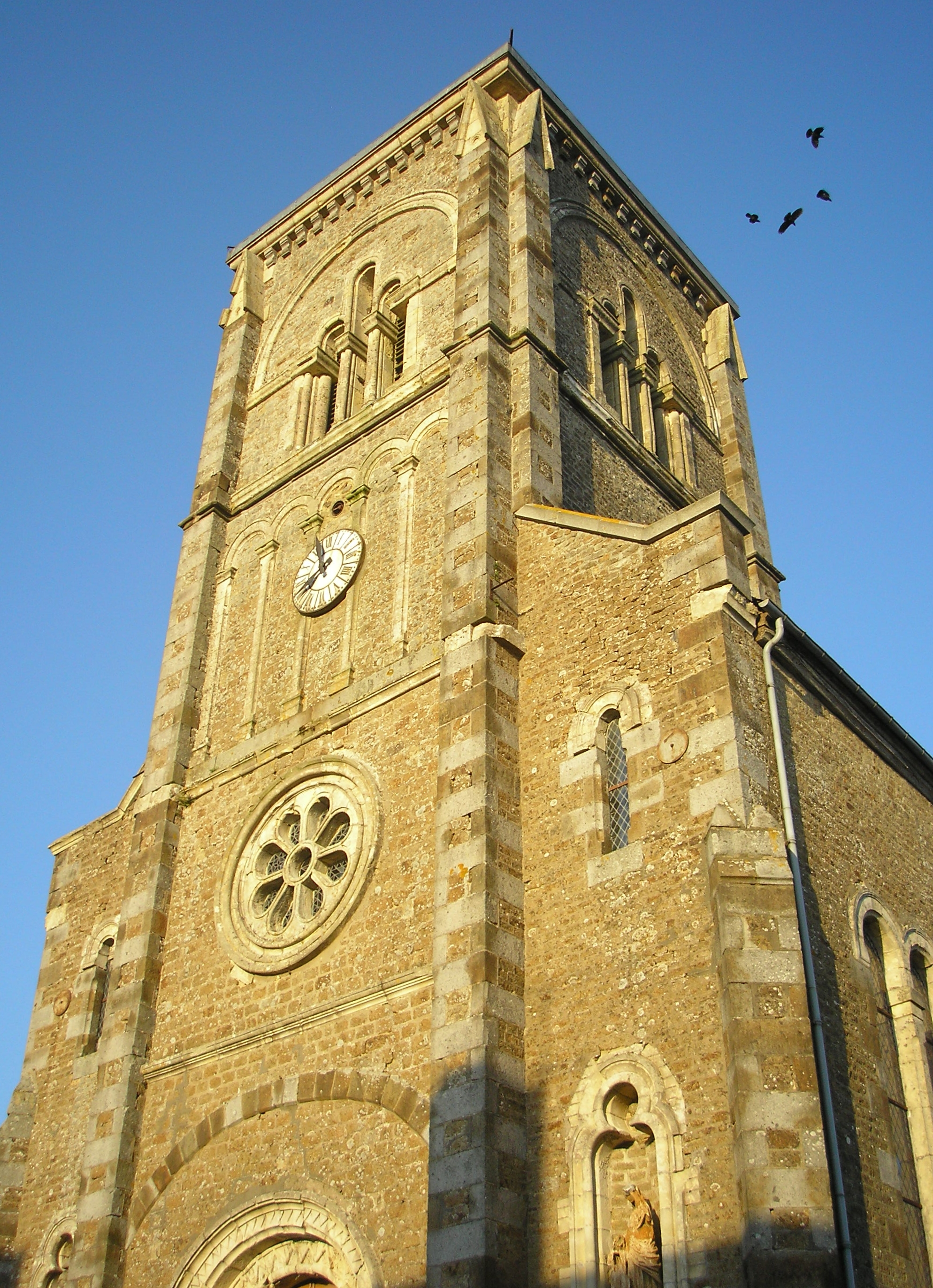
Kirche in Saint-Cornier-des-Landes

### Yvrandes
- Kirche Notre-Dame aus dem 14. Jahrhundert, Monument historique
- Reste der alten Priorei aus dem 12. Jahrhundert

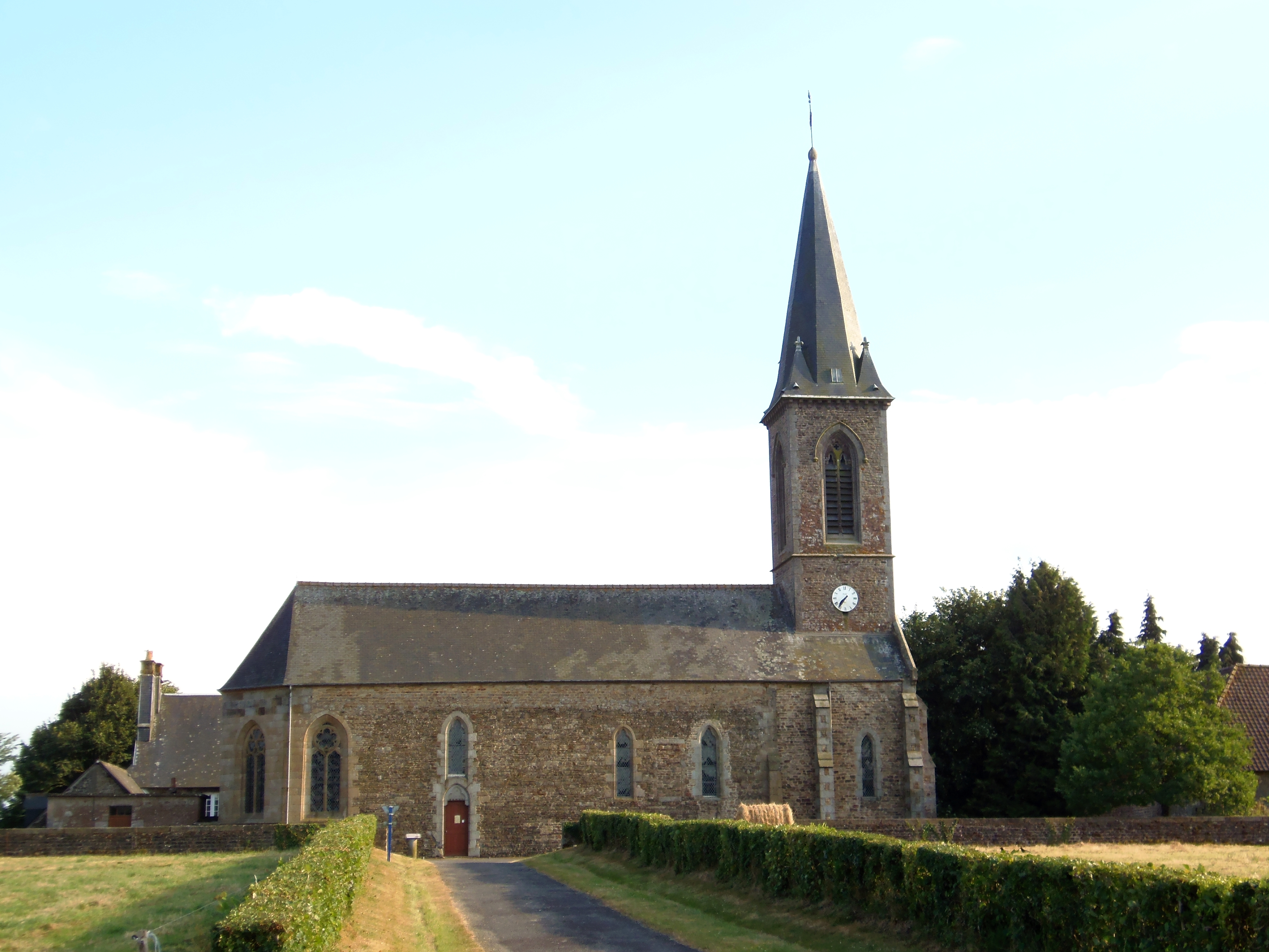
Kirche Notre-Dame in Yvrandes

## Gemeindepartnerschaft
Der Gemeindeteil Saint-Cornier-des-Landes pflegt seit 1988 eine Partnerschaft mit der französischen Gemeinde Viry im Département Jura.